# Pasztunizacja

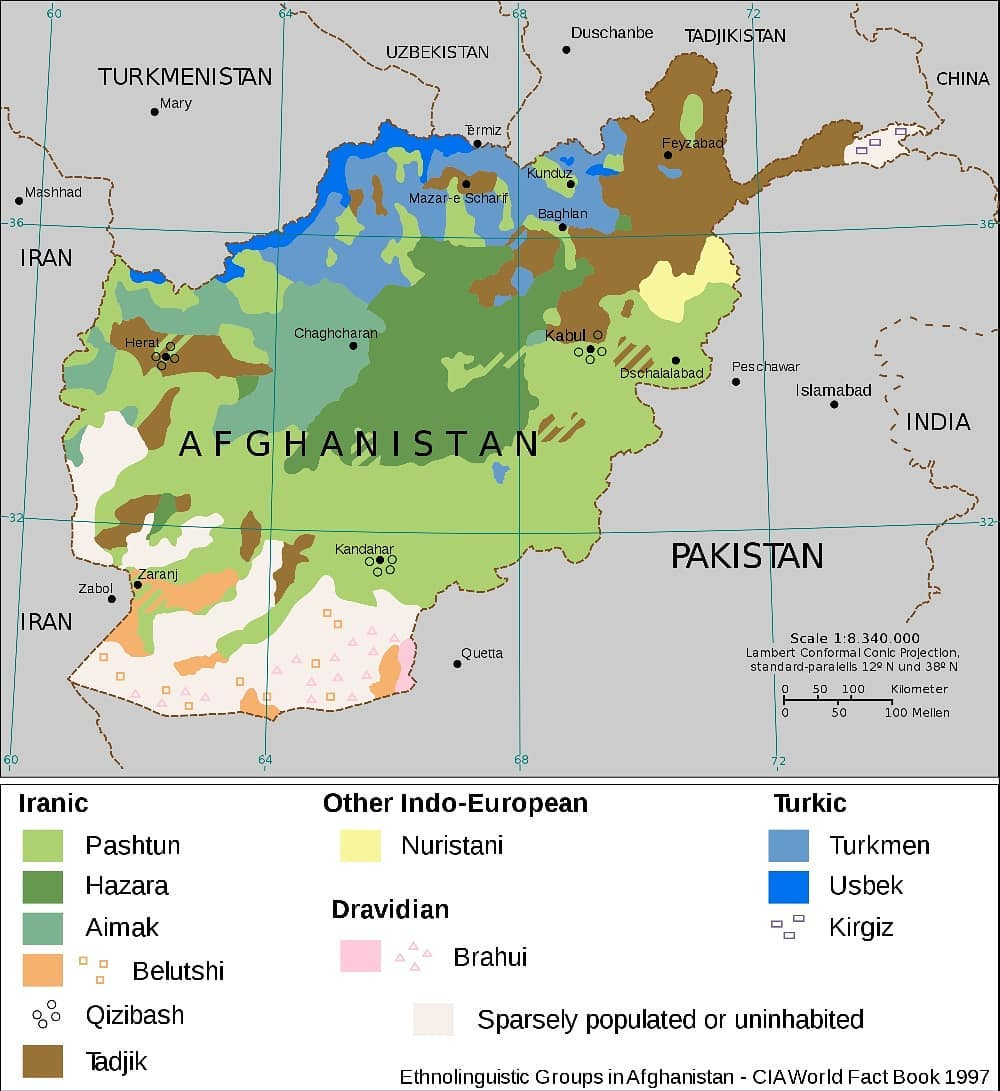
Mapa przedstawiająca strukturę etniczną Afganistanu (1997)

Pasztunizacja (paszto پښتون‌ جوړونه) lub patanizacja bądź afganizacja – dobrowolny lub przymusowy proces przyswajania języka paszto i kultury pasztuńskiej.

## Historia
Początki pasztunizacji sięgają VIII i IX wieku; wówczas na terenie dzisiejszego Afganistanu osiedlały się ludy tureckie, które z czasem zaczęły asymilować się z mieszkającymi tam plemionami pasztuńskimi . Jednym z takich ludów byli Chaladżowie, którzy zamieszkiwali regiony Ghazni, Kalatu i Zabulistanu. Zawierali oni małżeństwa z miejscowymi Pasztunami oraz stopniowo przyjmowali ich kulturę. Część Chaladżów opuściła teren Afganistanu i przeniosła się na teren subkontynentu indyjskiego, w XIII wieku założyli oni Sułtanat Delhijski oraz rządzącą nim dynastię Chaldżiów.
Proces pasztunizacji był przeprowadzany również poprzez osiedlanie się Pasztunów na terenach zamieszkiwanych przez inne ludy, które pod wpływem silnej pozycji politycznej Pasztunów przyjmowały ich kulturę oraz język; odbywało się to na początku XVI wieku w regionie Peszawaru leżącego ówcześnie w granicach Sułtanatu Delhijskiego. Proces ten nasilił się w Imperium Durrani założonym przez Ahmeda Szaha Abdalego w połowie XVIII wieku; Pasztuni osiedlali się wówczas na północy kraju, zdominowanej przez Persów. Pasztuńskie osadnictwo w tym tereni było również inicjowane przez Imperium Brytyjskie w latach 80. XIX wieku; miało to na celu powstrzymać potencjalną rosyjską ekspansję w kierunku Indii. W ramach pasztunizacji, pod koniec XIX wieku w Afganistanie miały miejsce prześladowania ludności hazarskiej.
Panujący w latach 1919-1929 król Afganistanu Amanullah Chan mianował Mohammada Gula Chama Momanda na wicegubernatora Balchu; prowadził politykę pasztunizacji między innymi poprzez zmianę persko- i tureckojęzycznych nazw geograficznych na pasztuńsko języczne oraz poprzez przekazywanie pastwisk ludności pasztuńskiej, które należały wcześniej do Tadżyków i Uzbeków. Pasztunizacja była realizowana również w prowincjach Dżozdżan, Sar-e Pol i Farjab; w tych regionach używanie nie-pasztuńskich nazw miejscowości było karane grzywną.
Kolejni królowie Afganistanu, Mohammad Nader Szah i Mohammad Zaher Szah, również próbowali kontynuować politykę pasztunizacji. W 1939 roku zaprzestano nauczania w afgańskich szkołach w języku perskim, zastępując go językiem paszto. Nieznajomość tego języka przez uczniów przyczyniła się do paraliżu afgańskiego systemu edukacji oraz upowszechnienia się zjawiska analfabetyzmu. Po kilku latach władze przywróciły w perskojęzycznych regionach naukę w języku perskim. W latach 1939–1978 prowadzono kursy języka paszto, obowiązkowe dla afgańskich urzędników oraz pracowników banków; nie przyniosły one oczekiwanych rezultatów, ponieważ większość perskojęzycznych osób uczęszczających na te kursy nie potrafiła czytać ani pisać w języku paszto.
Podczas władzy Talibów, w zamieszkanej głównie przez Uzbeków prowincji Farjab ludność nie mogła posługiwać się ojczystym językiem, była zmuszana do używania języka paszto.
Część Ajmaków zamieszkujących afgańską prowincję Ghor przyjęła język paszto. Aktualnie pasztunizacji podlegają również Tadżycy i Uzbecy, którzy osiedlają się na terenach zamieszkanych przez Pasztunów.

## Krytyka i kontrowersje
Ludność perska zamieszkująca Afganistan krytykowała wydawanie nowych dokumentów tożsamości wyłącznie w języku paszto, mimo że język perski również ma w tym kraju status języka urzędowego. Kontrowersyjny był również sposób rejestrowania pochodzenia etnicznego w elektronicznych aktach urodzenia poprzez uznanie wszystkich mieszkańców Afganistanu za Afgańczyków; według ludności niepasztuńskiej, taki sposób rejestracji pochodzenia narzuca im pasztuńską tożsamość etniczną.
Według Międzynarodowej Grupy Kryzysowej, były prezydent Afganistanu Aszraf Ghani dokonywał nominacji w rządzie wyłącznie na podstawie pochodzenia etnicznego.
W 2016 roku jeden z pracowników biura prezydenckiego ujawnił rozwiązania umożliwiające zwalnianie z niego osób o innej etniczności niż pasztuńska, by na ich miejsce zatrudniać Pasztunów.